# Міксофаги
Міксофа́ги (лат. Myxophaga Crowson, 1955) — невеличкий підряд ряду жуків, який налічує трохи більше 100 видів. Здебільшого це водні жуки, які живляться детритом і водоростями. У викопному стані міксофаги відомі із кінця пермського періоду палеозойської ери та початку тріасового періоду мезозойської ери.